# René Thomas (tireur)
Pour les articles homonymes, voir Thomas et René Thomas.
Jean Justin René Thomas, né le 20 août 1865 à Breux (Eure) et mort le 20 juillet 1925, est un tireur français. 

## Biographie
Fils de banquier, René Thomas pratique le tir dès 1888. Licencié à la société de tir La Seine, il est en 1891 le premier champion de France au fusil Lebel modèle 1886. Il participe aux épreuves de tir aux Jeux olympiques d'été de 1900 à Paris et remporte une médaille de bronze en rifle libre par équipes.

## Palmarès

### Jeux olympiques
- Jeux olympiques d'été de 1900 à Paris (France):
  -  Médaille de bronze en rifle libre par équipes.